# Unai Medina
Unai Medina Pérez (ur. 16 lutego 1993 w Bilbao) – hiszpański piłkarz występujący na pozycji obrońcy w CD Numancia.